# Eugene Fama
Eugene Fama (ur. 14 lutego 1939 w Bostonie) – amerykański ekonomista, profesor University of Chicago.

## Wyróżnienia
W 2013 roku został, wraz z Larsem Hansenem i Robertem Shillerem uhonorowany Nagrodą Banku Szwecji im. Alfreda Nobla w dziedzinie ekonomii „za ich empiryczną analizę cen aktywów”.